# Sztéfanosz Cicipász
Sztéfanosz Cicipász (görög betűkkel: Στέφανος Τσιτσιπάς, a nemzetközi szaksajtóban Stefanos Tsitsipas; Vouliagmeni, 1998. augusztus 12. –) görög hivatásos teniszező. 2018. augusztus 13-án ő lett a legfiatalabb játékos, akit az első húsz hely valamelyikén jegyeztek az ATP-rangsorban. Ekkor a 15. helyet foglalta el. Legjobb világranglista-helyezése a 3. hely.
Cicipász teniszezőcsaládban született, édesanyja profi teniszező volt, édesapja pedig teniszedző. Hároméves korában kezdett el ismerkedni a sportággal, majd hatéves kora óta jár versenyekre, és juniorként világelsőségig jutott. Ő lett a harmadik görög játékos és az első férfi az Open-érában, aki Grand Slam-címet nyert, miután első lett a 2016-os wimbledoni teniszbajnokság fiú páros versenyében.
Cicipász 2017-ben nyerte meg első ATP-mérkőzését, és a következő évben gyorsan jutott egyre feljebb a szervezet világranglistáján. 2018-ban két ATP-tornán is döntőbe jutott, a kanadai Montréalban rendezett ATP World Tour Masters 1000-es tornán csak a döntőben kapott ki Rafael Nadaltól, miután a torna során korábban Novak Đokovićot, Grigor Dimitrovot és Kevin Andersont is legyőzte. Az év végén U21-es világbajnokságot nyert. 2019 novemberében megnyerte az év végi ATP-világbajnokságot, a döntőben Dominic Thiemet legyőzve.

## Fiatalkora
1998. augusztus 12-én született Athénban Aposztolosz Cicipász és Julija Aposztoli fiaként, származását tekintve apja görög, míg anyja orosz. Szülei megalapozták a teniszpályafutását – apja teniszedző, anyja pedig pedig profi teniszező volt, a szovjet Fed-kupa-csapat tagja az 1980-as években –, hiszen születésekor teniszoktatóként dolgoztak az Astir Palace nevű üdülőhelyen, Vouliagmeniben. Három fiatalabb testvére van: két öccse, Petrosz és Pavlosz (Paul), valamint egy húga Eliszavet és mindhárman teniszeznek.
Fiatalon kezdett teniszezni. Egy interjúban erről így nyilatkozott: „Az első emlékem az, hogy hároméves vagyok, és hogy apámmal órákat ütögettünk. Néztem a televízióban egy mérkőzést. Kisbaba voltam, nem tudom megmondani, ki játszott ki ellen, de emlékszem, hogy néztem.” Gyerekként más sportágakat is kipróbált, focizott és úszott is. Apja szerint Sztéfanosz maga döntött úgy, hogy teniszező akar lenni, mikor kilencéves korában egy franciaországi versenyt követő éjjelen azt mondta neki: „Apu, el kell mondanom valamit, én teniszezővé akarok válni, szeretem a versenyzést, szeretem a kihívást.”
Három évvel korábban, hatévesen vett először edzésórákat az Athénban található teniszklubban, Glifádában. Apja a kezdetektől segítette fejlődésében, 2015-ben pedig beiratkozott Patrick Muratóglu akadémiájára, hogy továbbra is fia mellett maradhasson, vállalva az ingázást Franciaország és Görögország között.

## Juniorévei

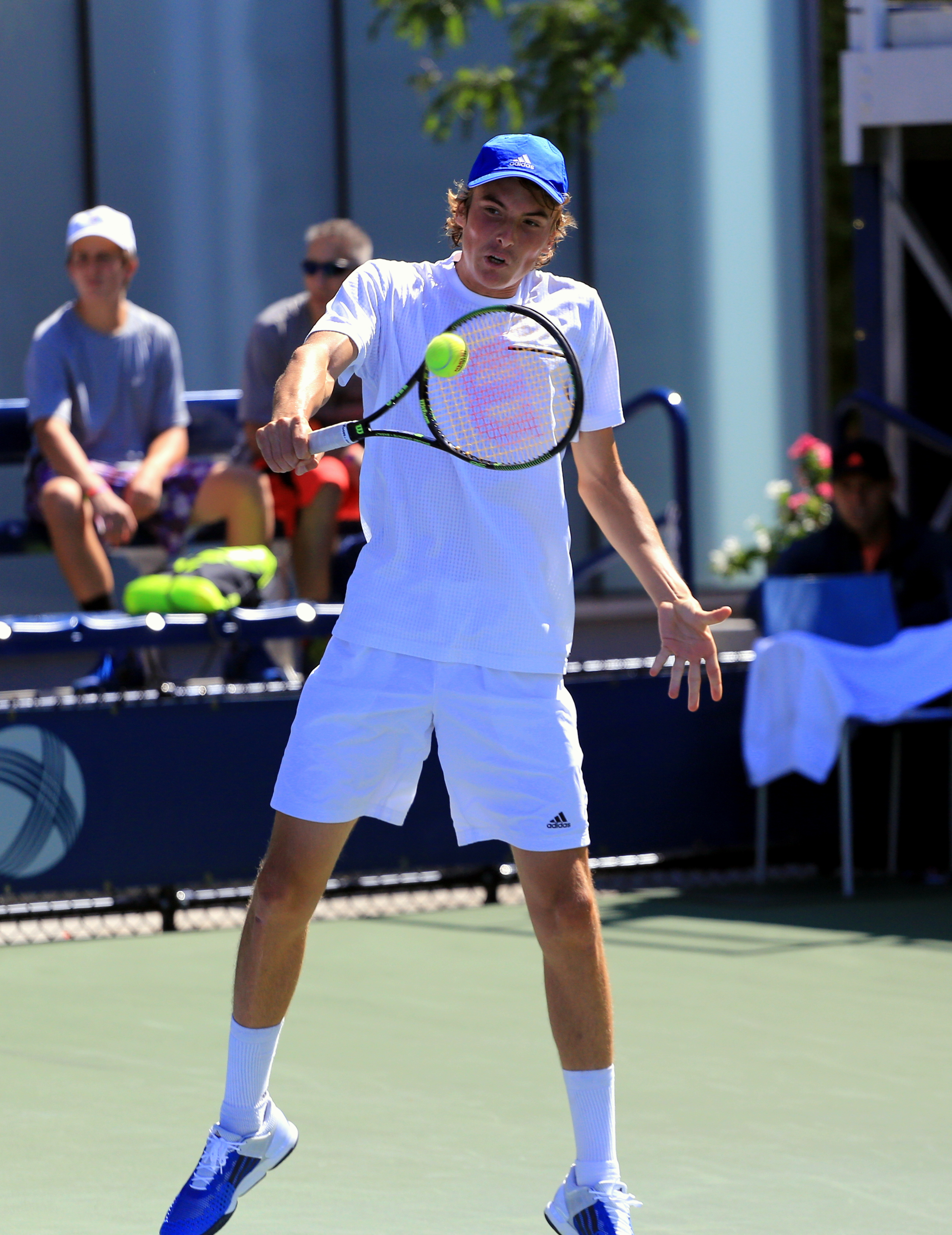
A 2015-ös US Openen

2013-ban, tizennégy éves korában indult először a Nemzetközi Teniszszövetség (ITF) juniorversenyein. Első jelentősebb tornái az Abierto Juvenil Mexicano és az Orange Bowl voltak, de nem ért el kiemelkedő eredményt. Az év végére bekerült az első százba a junior világranglistán. 2015-ben először nyílt lehetősége részt venni junior Grand Slam-tornán, miután kvalifikálta magát az Australian Open fiú egyes mezőnyébe. Az év során a Melbourne-ben elért negyeddöntő maradt a legjobb eredménye a négy nagy tornát figyelembe véve. Ebben az évben nem nyert egyetlen egyéni döntőt sem, de újból szerepelhetett az Orange Bowlon, ahol a harmadik körben esett ki a szerb Miomir Kecmanović ellenében. A szezont a junior világranglista 14. helyén fejezte be.
2016 volt számára az áttörés éve korosztályában. Mind a négy Grand Slam-tornán eljutott legalább a negyeddöntőig, és a neves Trofeo Bonfiglio-kupát elnyerve átvette a vezetést a juniorok világranglistáján, az év végén pedig megnyerte a korosztályos Európa-bajnokságot is. Az észt Kenneth Raismával megnyerte a 2016-os wimbledoni teniszbajnokság fiú párosok versenyét, a döntőben a kanadai Félix Auger-Aliassime – Denis Shapovalov kettős ellen diadalmaskodva 4–6, 6–4, 6–2 arányban. Ezzel ő lett az első görög férfi teniszező az Open-érában, aki Grand Slam-tornát tudott nyerni, korábban ez csak Kalojerópulosznak sikerült, 1963-ban. Az évet a nála több mérkőzést játszó Kecmanović mögött a második helyen zárta a világranglistán.

## Profi évei

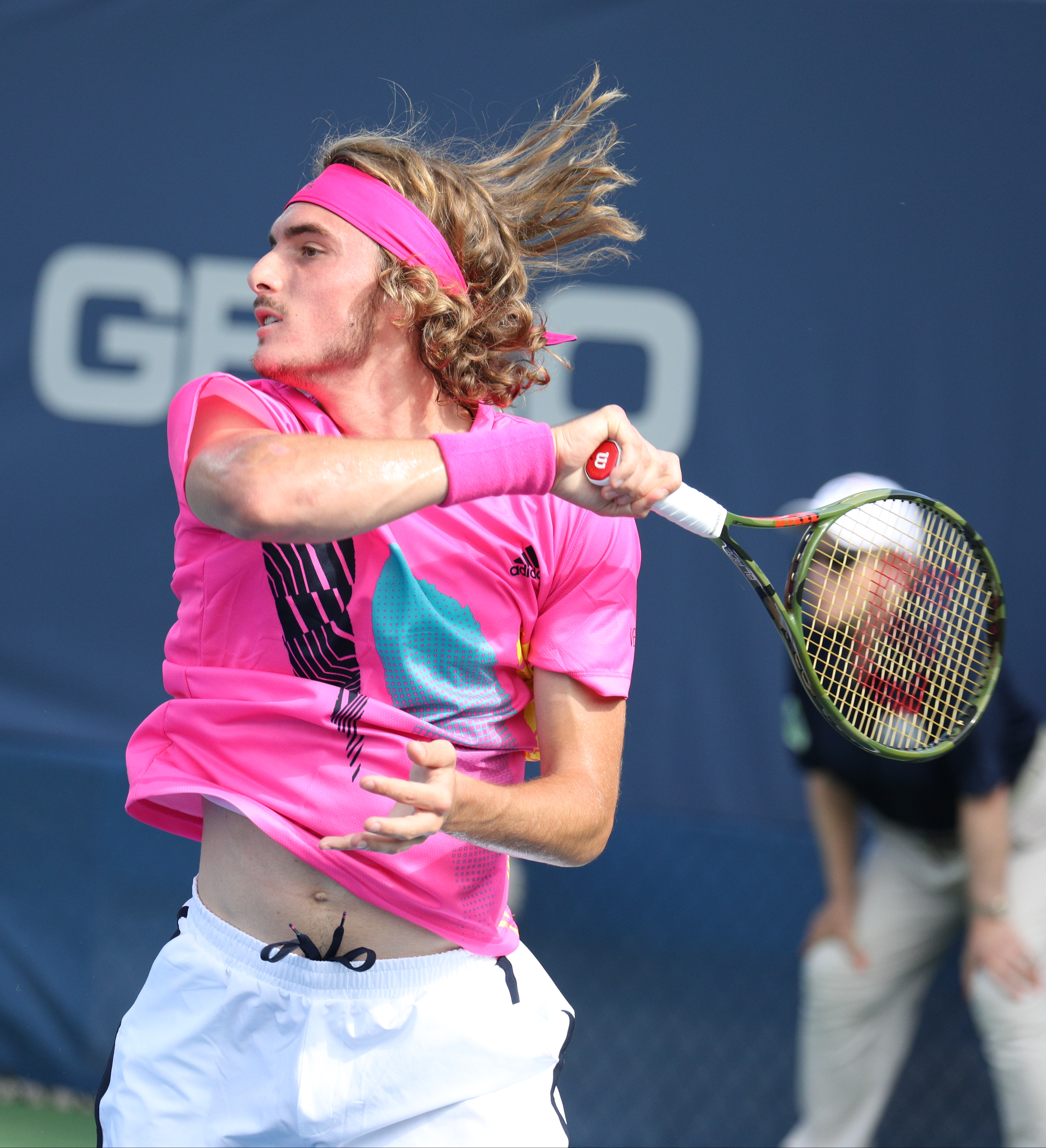
A 2018-as Citi Openen

### 2013–2017: Top 100 és ATP-elődöntő
2013-ban indult először alacsonyabb besorolású ITF Future-versenyeken, Görögországban, tizenöt éves korában. 2015 elején kvalifikálta magát az ausztráliai Burnie International ATP Challenge tornára, ahol az első főtáblás mérkőzést elveszítette Benjamin Mitchell ellen. 2015 végén, a marokkói Mohammediban nyerte meg az első Challenge-versenyét. Ugyanebben az évben nyerte meg első Future-tornáját. 2016 végéig összesen tizenegy ilyen besorolású tornán végzett az első helyen, ötöt egyéniben, hatot párosban nyert meg. Szabadkártyával indulhatott a Swiss Indoors elnevezésű tornán, de a selejtező második körében kikapott a holland Robin Haase-tól. A 2016-os év végére bekerült a legjobb 200 közé a felnőtt világranglistán.
Az ATP World Tour sorozatában először 2017-ben a Rotterdam Openen játszott, ahol az első mérkőzésén kikapott Jo-Wilfried Tsongától. Ugyanebben az évben debütált a Grand Slamek felnőtt mezőnyében, a Roland Garros selejtezőjébe nyert indulási jogot, a főtáblán azonban az első körben kikapott Ivo Karlovićtól. A US Open selejtezőjében is sikertelenül próbálkozott, de időközben megnyerte az első 2017-es Challenger-tornáját Genovában. Az októberi European Openen az elődöntőben esett ki, a torna során legyőzte a belga David Goffint, ezzel pályafutása során először múlt felül a világranglista első tíz helyezettje közé tartozó ellenfelet. Ezzel az eredménnyel ő lett az első görög játékos, aki bekerült a világranglista első száz játékosa közé. Az év végén Brestben játszott Challenge-döntőt, de 6–2, 7–6(10–8) arányban kikapott a francia Corentin Moutet-től.

### 2018: Az áttörés éve
Cicipász a 2018-as évet Dohában kezdte a Qatar Openen, ahol a negyeddöntőben esett ki a világranglista ötödik helyezett Dominic Thiem ellen. Az Australian Openen a főtábla első körében esett ki, majd február végén negyeddöntőbe jutott a Dubai Openen. Pályafutása során először áprilisban, Barcelonában jutott ATP-tornán döntőbe, azonban ott kikapott Rafael Nadaltól 6–2, 6–1 arányban. A torna során újabb három, a világranglistán az első húsz közé sorolt játékost ejtett ki, és újra legyőzte Thiemet. Ezzel az eredménnyel bekerült a világranglista legjobb 50 játékosa közé, és görög teniszezőként ő lett a második, aki ATP-tornán döntőt játszhatott Nikólaosz Kalojerópulosz 1973-as szereplése óta. Teljesítményére már hazájában is felfigyeltek, annak ellenére, hogy Görögországban a tenisz nem tartozik a legnépszerűbb sportágak közé. A következő héten, az Estoril Open versenyén elődöntőbe jutott és legyőzte a világranglista 8. Kevin Andersont.
A Roland Garroson a második fordulóban esett ki. A 2018-as wimbledoni teniszbajnokságra a világranglista 31. helyezettjeként érkezett, és egészen a negyedik fordulóig jutott, ahol az amerikai John Isnertől kapott ki. A washingtoni Citi Openen újból az elődöntőig jutott, és pályafutása során először döntőbe jutott egy Masters-versenyen, Kanadában, a Rogers Cupon. Itt újra Rafael Nadal volt az ellenfele, és a spanyol ezúttal is két szettben, 6–2, 7–6(7–4) arányban győzött. A torna során korábban Novak Đokovićot, Grigor Dimitrovot és Kevin Andersont is legyőzte. 2018. augusztus 13-án ő lett a legfiatalabb játékos, akit az első húsz hely valamelyikén jegyeztek az ATP-rangsorában, miután a 15. helyre lépett előre a szervezet ranglistáján.
A US Openen a második fordulóban búcsúzott, miután kikapott az orosz Danyiil Medvegyevtől. Az októberben rendezett Stockholm Openen első ATP-tornáját nyerte, miután a torna döntőjében a lett Ernests Gulbis ellen 6–4, 6–4 arányban diadalmaskodott. Ezzel ő lett az első görög játékos, aki ATP-tornát nyert. Az év végén megnyerte a korosztályának kiírt világbajnokságot, a Next Generation ATP Finalst. A döntőben az ausztrál Alex de Minaurt győzte le 2–4, 4–1, 4–3(7–3), 4–3(7–3) arányban. Az ATP év végi gáláján az év legtöbbet fejlődő játékosának választották.

### 2019: Autralian Open-elődöntő és ATP-világbajnoki cím

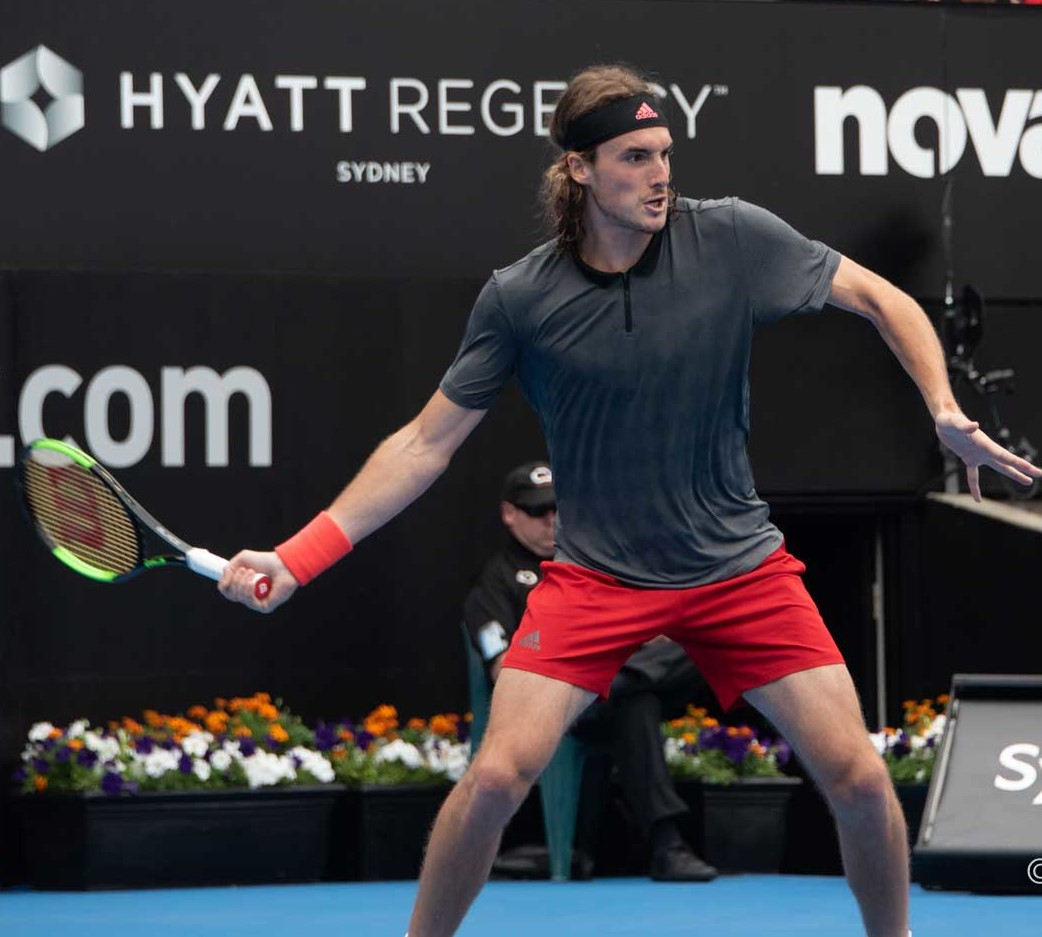
2019-ben a Sydney International elnevezésű tornán

Cicipász a Hopman-kupán lépett először pályára a 2019-es évben. A vegyes párosok nem hivatalos világbajnokságának tekintett tornán María Szákari volt a párja, csoportjukban az Egyesült Államok, Nagy-Britannia és Svájc volt Görögország ellenfele. Svájcot és az Egyesült Államokat is 2−1-es összesítéssel győzték le, Cicipász egyetlen egyéni győzelmét a brit Frances Tiafoe ellen szerezte, míg kikapott többek közt Roger Federertől. A kupát végül a döntőben a németeket 2−1-re legyőző Svájc nyerte. A 2019-es Australian Openen egészen az elődöntőig jutott, legyőzve Matteo Berrettinit, Viktor Troickit, Nikoloz Basilasvilit és Roberto Bautista Agutot. Az elődöntőben Rafael Nadaltól kapott ki három szettben. Teljesítményének köszönhetően a világranglistán a 12. helyre lépett előre, ami új egyéni csúcsa volt, illetve a legjobb ranglistahelyezés görög teniszezőtől a sportág történetében.
Az Australian Opent követő hetekben megnyerte az Open 13 elnevezésű ATP-tornát, a döntőben a kazah Mihail Kukuskint 7–5, 7–6(7–5) arányban legyőzve. Ezt követően döntőbe jutott a Dubai Tennis Championships elnevezésű tornán, ahol Federertől kapott ki 6–4, 6–4 arányban. Eredményének köszönhetően a következő hetet a világranglista 10. helyén kezdte, ezzel ő lett az első görög teniszező a sportág történetében, akinek ez sikerült. A Miami Openen párosban jutott döntőbe a holland Wesley Koolhof oldalán, azonban az amerikai Bryan testvérektől 7–5, 7–6(10–8) arányban vereséget szenvedtek. Az április végi, május eleji Estoril Openen újabb egyéni ATP-tornagyőzelmet aratott, miután a döntőben az uruguayi Pablo Cuevast 6–3, 7–6(7–4) arányban múlta felül. Az egy héttel később rendezett Madrid Mastersen újra döntőbe jutott, azonban Novak Đoković ott jobbnak bizonyult nála, a szerb 6–3, 6–4 arányban nyerte meg kettőjük párharcát. A torna során Cicipász Alexander Zverevet és Rafael Nadalt is legyőzte. A spanyolt először győzte le pályafutása során, igaz, Nadal egy héttel később visszavágott az Italian Open elődöntőjében. A tornát követő héten a görög játékos a világranglista 6. helyére lépett előre. A Roland Garroson a negyedik körben esett ki, miután Stan Wawrinka döntő szettben búcsúztatta.
A szezon második fele nem kezdődött ilyen sikeresen Cicipász számára, aki a wimbledoni teniszbajnokság és a US Open során is az első körben esett ki. Mindezek ellenére augusztusban a világranglista 5. helyére lépett előre. Októberben a Shanghai Mastersen és a Swiss Indoorson s az elődöntőbe jutott, és kvalifikálta magát az év végi ATP Finals mezőnyébe. A szervezet világbajnokságának tekinthető viadalon csoportjában Nadallal, Zverevvel és Medvegyevvel küzdött meg, majd az elődöntőben Roger Federert győzte le 6–3, 6–4 arányban, a döntőben pedig Dominic Thiemet, 6–7(6–8), 6–2, 7–6(7–4) arányban. Lleyton Hewitt 2001-es győzelme óta a torna legfiatalabb bajnoka lett, a világranglistán pedig a 6. helyen zárta az évet.

### 2020: Az ötödik ATP-tornagyőzelem
A 2020-as Australian Opent a 6. helyen kiemeltként kezdő Cicipász az első körben az olasz Salvatore Caruso, majd a másodikban a német Philipp Kohlschreiber ellen lépett tovább, a harmadik fordulóban azonban kikapott a kanadai Miloš Raonićtól, 5–7, 4–6, 6–7(2–7) arányban. A februárban rendezett Open 13-on megvédte előző évben szerzett címét, megszerezve ötödik ATP-torna-elsőségét, a kanadai Félix Auger-Aliassime ellen 6–3, 6–4 arányban diadalmaskodva. Az egy héttel később rendezett Dubai Tennis Championshipsen a döntőben kapott ki Novak Đokovićtól 6–3, 6–4 arányban.
A US Openen a harmadik körben esett ki, miután öt szettben kikapott a szerb Borna Ćorićtól. A Roland Garroson egészen az elődöntőig jutott, ott Novak Đoković ellenében maradt alul. A szezonzáró ATP Finalsben nem tudta megvédeni egy évvel korábban szerzett bajnoki címét, miután csoportjából sem sikerült továbbjutnia.

### 2021: Az első Masters 1000-es győzelem és az első Grand Slam-döntő
Az év első Grand Slam-tornáján, az Australian Openen Gilles Simont, Thanasi Kokkinakist és Mikael Ymer győzte le az első három körben, majd Matteo Berrettini ellen játék nélkül jutott tovább, miután az olasz sérülés miatt nem állt ki ellene. A negyeddöntőben Nadalt győzte le, az elődöntőben azonban Danyiil Medvegyev jobbnak bizonyult nála. A Nadal elleni negyeddöntőbwen ő lett mindössze a második teniszező, aki kétszettes hátrányból le tudta győzni a spanyolt egy Grand Slam-tornán, ezt megelőzően ez a 2015-ös Roland Garroson Fabio Fognininek sikerült.
Áprilisban Cicipász a Monte Carlo Mastersen megnyerte első Masters 1000-es kategóriájú versenyét, első görög játékosként a sportág történetében. A döntőben 6–3, 6–3-ra győzte le Andrij Rubljovot.
Májusban megnyerte a lyoni ATP-tornát, hetedik ATP-tornagyőzelmét aratva. Érdekesség, hogy elsősorban a rajongók hatására szabadkártyával több páros versenyen is indult a szezon ezen szakaszában testvérével, Petrosszal.
A júniusi Roland garroson Jérémy Chardy, Pedro Martínez, John Isner, Pablo Carreño Busta és Danyiil Medvegyev ellen aratott sikereinek köszönhetően bejutott a torna elődöntőjébe, ahol Alexander Zverev várt rá. Cicipász öt szettben, 6–3, 6–3, 4–6, 4–6, 6–3-ra győzte le német ellenfelét, pályafutása sorá először jutva ezzel Grand Slam-döntőbe. Eredményével sporttörténelmet írt, korábban sosem jutott görög teniszező Grand Slam-torna fináléjába. A döntőben bár kétszettes előnyben volt, végül 7–6 (8–6), 6–2, 3–6, 2–6, 4–6-ra kiapott Novak Đokovićtól. A tokiói olimpián a nyolcaddöntőben esett ki, miután három szettben kikapott a francia Ugo Humberttől.

## Játékstílusa

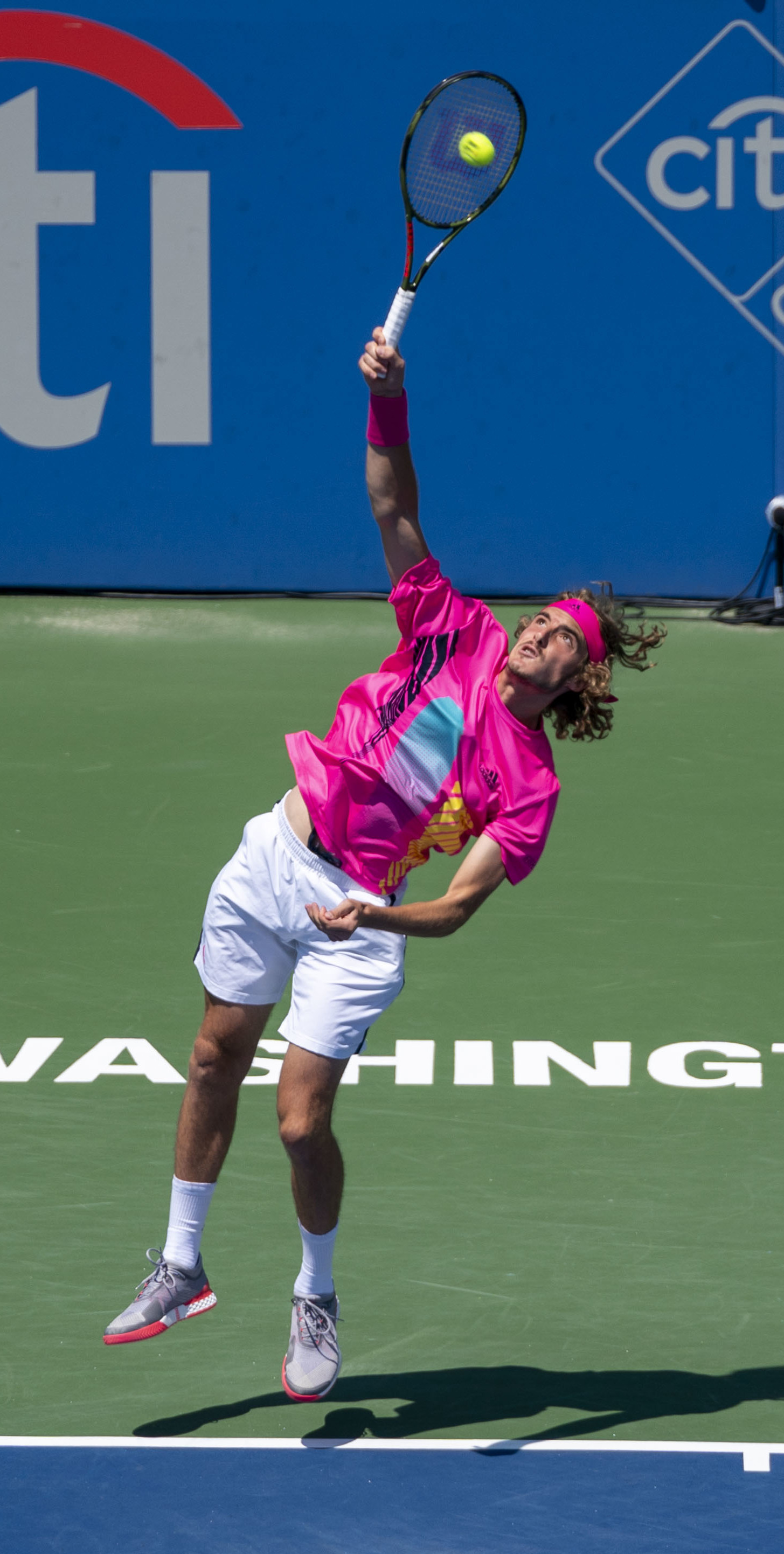
Szerva közben

Cicipász teljes pályás játékos. Célja, hogy szerváiból pontot érjen el, jobbkezes, ütőfogása pedig egykezes fonák. Előszeretettel kényszeríti ki szerváival, hogy ellenfelei gyakrabban lépjenek fel a hálóhoz, így átvéve a játék irányítását. Gyengeségei közé tartozik, hogy viszonylag magas számú ki nem kényszerített hibát vét, sokszor saját magát is hibába hajszolja. Erőssége az adogatásfogadás.
Az egykezes fonákot gyerekkora óta szereti, bár saját elmondása szerint fiatalkorában kétkezes ütőfogással is játszott, édesapja és gyermekkori példaképe, Roger Federer hatására végül az előbbit részesítette előnyben. Kedvence a fonákütés, az úgynevezett backhand down-the-line.
Kedvenc borítása a fű, kedvenc Grand Slam-tornája pedig a wimbledoni teniszbajnokság. Mindemellett kiváló játékra képes salakon, ami annak köszönhető, hogy gyerekként Görögországban főként ezen a talajon volt lehetősége gyakorolni. „Nagyon magabiztosnak érzem magam, amikor a salakos borításra lépek. Mindig ezen a felületen mutatom a legjobb játékomat.” Kemény pályás borításon is ért el kiugró eredményeket, ide sorolhatóak a Masters-torna döntői, illetve a 2019-es Australian Openen elért elődöntős eredménye is.
Játékstílusát és tehetségét több versenytársa is dicsérte. Greg Rusedski korábbi világelső brit teniszező úgy nyilatkozott, hogy Cicipász Björn Borgra emlékezteti, míg Andy Murray Roger Federerhez hasonlította, elsősorban a mérkőzések alatt mutatott nyugalma miatt.

## Magánélete
Gyerekként angol nyelvtagozatos iskolába járt. Angolul, görögül és oroszul is beszél. Az AÉK labdarúgócsapatának szurkolója, hobbija a vloggerkedés is. Saját YouTube-csatornát üzemeltet, ahol videókat oszt meg utazásairól.
Pályája elején szülei saját pénzükből támogatták a juniortornákra utazó, ebben az időben gyakorlatilag semmit sem kereső játékost, aki mellett édesapja is állandóan jelen volt mint edzője. Anyai nagyapja a szovjet válogatottal olimpiai bajnok labdarúgó, Szergej Szalnyikov, aki edzőként irányította a Szpartak Moszkvát is.
Egyik legfőbb küldetésének tartja, hogy hazájában népszerűsítse a teniszt, lévén Görögországban az egyáltalán nem tartozik a legkedveltebb sportágak közé. A 2018-as Barcelona Opent követően úgy nyilatkozott, hiszi, hogy sikerei segítik céljának elérésében. „[...] rengeteg interjúm volt, amelyeket Görögország nagy televíziós csatornáinak adtam, a nagy médiaközpontok számára. Ez felhívta az emberek figyelmét [...] motivált vagyok, hogy még jobb legyek a jövőben, és még népszerűbbé váljak [...] Remélem, hogy ez még több embert ösztönöz a teniszezésre Görögországban.”

## Statisztikái
A 2021-es Australian Open után frissítve.
| Grand Slam-tornák               |                        |                        |                        |     |     |     |        |       |     |
| Australian Open                 | A                      | Q2                     | 1R                     | SF  | 3R  | SF  | 0 / 4  | 10–4  | 71% |
| Roland Garros                   | A                      | 1R                     | 2R                     | 4R  | SF  |     | 0 / 4  | 9–4   | 69% |
| Wimbledon                       | A                      | 1R                     | 4R                     | 1R  | NH  |     | 0 / 3  | 3–3   | 50% |
| US Open                         | A                      | Q3                     | 2R                     | 1R  | 3R  |     | 0 / 3  | 3-3   | 50% |
| Győzelem–vereség                | 0–0                    | 0–2                    | 5–4                    | 8–4 | 8-3 | 4-1 | 0 / 14 | 25-14 | 64% |
| Év végi bajnokságok             |                        |                        |                        |     |     |     |        |       |     |
| ATP Finals                      | Nem kvalifikálta magát | Nem kvalifikálta magát | Nem kvalifikálta magát | W   | RR  |     | 1 / 2  | 5-3   | 63% |
| Pályafutása számokban           |                        |                        |                        |     |     |     |        |       |     |
| Év végi világranglista helyezés | 210                    | 91                     | 15                     | 6   | 6   |     |        |       |     |

### ATP Finals döntői
| Kimenetel | Év   | Torna              | Borítás | Ellenfél      | Végeredmény             |
| --------- | ---- | ------------------ | ------- | ------------- | ----------------------- |
| Győzelem  | 2019 | ATP Finals, London | Kemény  | Dominic Thiem | 6–7(6–8), 6–2, 7–6(7–4) |

## Fordítás
- Ez a szócikk részben vagy egészben  a   Stefanos Tsitsipas című angol Wikipédia-szócikk fordításán alapul.  Az eredeti cikk szerkesztőit annak laptörténete sorolja fel. Ez a jelzés csupán a megfogalmazás eredetét és a szerzői jogokat jelzi, nem szolgál a cikkben szereplő információk forrásmegjelöléseként.